# NGC 547
إن جي سي 547 (بالألمانية: NGC 547) التي يرمز لها بالرمز NGC 547، هي مجرة، في كوكبة قيطس.

## الاكتشاف
اكتشفت في 1 أكتوبر 1785، بواسطة ويليام هيرشل.